# Night of the Prog
Night of the Prog, auch bekannt als NOTP, ist ein Progressive-Rock- und Metal-Festival, das jährlich auf der Freilichtbühne Loreley in Deutschland stattfindet.

## Das Festival
Es wurde erstmals im Jahr 2006 veranstaltet, damals noch eintägig. Im Jahr darauf fand das Festival an zwei Tagen statt, 2008 an drei, danach wieder an zwei Tagen. Seit dem zehnjährigen Jubiläum 2015 ist das NOTP ein dreitägiges Festival.
Der Schwerpunkt des Festivals liegt auf Progressive Rock und Progressive Metal mit ihren diversen Subgenres sowie auf Stilrichtungen mit Berührungspunkten zum Prog. Es treten sowohl Bands aus der Hochphase des klassischen Prog in den 1970ern und aus der Neo-Prog-Szene der 1980er auf, als auch aktuellere Bands. Darunter befinden sich neben etablierten Größen wie Asia, Jethro Tull, Marillion, Dream Theater oder Opeth auch Newcomer. Das NOTP-Festival ist derzeit weltweit eine der größten Veranstaltungen im Bereich Progressive Rock und Progressive Metal.
2020 und 2021 wurde das Festival aufgrund der Covid-19-Pandemie auf 2022 verschoben.
2023 gab der Veranstalter bekannt, dass das Festival aufgrund der schlechten Kosten-Nutzen-Bilanz 2024 ein letztes Mal stattfinden würde.

## Lineups
| Jahr | Freitag | Samstag | Sonntag |
| ---- | --- | --- | --- |
| 2006 | 28. Juli - Fish - Mostly Autumn - Sylvan - Seconds Out                                                                        | | |
| 2007 | 21. Juli - Asia - Echoes - IQ - Jebo - Sylvan                                                                                 | 22. Juli - The Merlin Bird - Jethro Tull - Pendragon - The Watch - Fish                                                                                               | |
| 2008 | 18. Juli - Hipgnosis - Isildurs Bane - Klaus Schulze & Lisa Gerrard - Solar Moon - Tangerine Dream                            | 19. Juli - Barclay James Harvest featuring Les Holroyd - Central Park - Fish - It Bites - Magenta - Pain of Salvation - The Flower Kings                              | 20. Juli - Gazpacho - Knight Area - Neal Morse - Quidam - Ray Wilson - Roger Hodgson                                                  |
| 2009 | 10. Juli - Agents of Mercy - Also Eden - Arena - Gazpacho - Riverside                                                         | 11. Juli - Lazuli - Mick Pointer - Pendragon - Steve Hackett - Subsignal - The Pineapple Thief                                                                        | |
| 2010 | 3. September - Ars Nova - Galahad - Pallas - Three Friends - Twelfth Night                                                    | 4. September - Gazpacho - Marillion - Moongarden - Solstice - Sylvan - The Enid                                                                                       | |
| 2011 | 8. Juli - Threshold - Riverside - Martigan - Sky Architect - Eloy                                                             | 9. Juli - Vanden Plas - RPWL - IQ - Haken - Dream Theater - Anathema                                                                                                  | |
| 2012 | | 7. Juli - Hasse Fröberg & The Musical Companion - Enochian Theory - Airbag - Sylvan - Arena - Spock’s Beard - Saga                                                    | 8. Juli - Frequency Drift - Lazuli - Haken - The Flower Kings - Katatonia - Steve Hackett                                             |
| 2013 | | 13. Juli - Crippled Black Phoenix - Magma - Sanguine Hum - Sound of Contact - Steven Wilson - The Pineapple Thief                                                     | 14. Juli - Amplifier - Anima Mundi - Caravan - Devin Townsend Project - Maybeshewill - Opeth - Änglagård                              |
| 2014 | 18. Juli - Gran Turismo Veloce - Traumhaus - Collage - Long Distance Calling - IQ - Transatlantic                             | 19. Juli - Synaesthesia - A Liquid Landscape - Dream the Electric Sleep - Clepsydra - Brian Cummins - Anathema - Marillion                                            | |
| 2015 | 17. Juli - Lesoir - Beardfish - The Gentle Storm - Pendragon - Neal Morse - Camel                                             | 18. Juli - Luna Kiss - Haken - Sylvan - Lazuli - The Enid - Riverside - Fish (30th Anniversary Misplaced Childhood Show)                                              | 19. Juli - Special Providence - IO Earth - Kaipa DaCapo - Steve Rothery - Pain of Salvation - Steve Hackett (Genesis Revisited)       |
| 2016 | 15. Juli - Lion Shepherd - Subsignal - Mostly Autumn - Anekdoten - Lucifer’s Friend - Spock’s Beard & Neal Morse              | 16. Juli - Seven Steps to the Green Door - Frequency Drift - Gens de la Lune - RPWL - Focus - Jane - Hawkwind                                                         | 17. Juli - Knifeworld - Anima Mundi - Lifesigns - Magic Pie - Carl Palmer’s ELP Legacy - The Musical Box                              |
| 2017 | 14. Juli - Second Relation - Maschine - Soul Secret - Blind Ego - Crippled Black Phoenix - Mike Portnoy’s "Shattered Fortess" | 15. Juli - Eyevory - Ashby - Karibow - Comedy of Errors - David Cross Band - Ray Wilson - Yes featuring Jon Anderson, Trevor Rabin, Rick Wakeman                      | 16. Juli - A Kew's Tag - Franck Carducci Band - Seven Impale - Gong - Chris Thompson - Marillion                                      |
| 2018 | 13. Juli - Retrospective - Deafening Opera - Antimatter - Threshold - Riverside - Big Big Train                               | 14. Juli - Smalltape - Long Distance Calling - Rikard Sjöblom’s Gungfly - Wobbler - Mystery - The Sea Within (Stolt, McPherson, Reingold, Brislin, Minnemann) - Camel | 15. Juli - Casey McPherson - Anubis - Gentle Knife - Ange - Arena - Steve Hogarth & Isildurs Bane with special Guest Richard Barbieri |
| 2019 | 19. Juli - Dilemma - Special Providence - Chandelier - IQ - Tangerine Dream                                                   | 20. Juli - F.O.R.S. - Overhead - Tim Bowness - "t" (Thomas Thielen) - Karcius - Lazuli - Nick Mason‘s Saucerful of Secrets                                            | 21. Juli - The Windmill - Oak - RanestRane - All Traps On Earth - Anathema - The Steve Hillage Band mit Gong                          |
| 2022 | 22. Juli - Soulsplitter - Blank Manuskript - Smalltape - Pure Reason Revolution - The Pineapple Thief - Renaissance           | 23. Juli - Sentryturn - Fughu - Traumhaus - Jadis - Lazuli - Steve Hackett                                                                                            | 24. Juli - Infringement - Voyager IV - Wired Ways - Barock Project - Colosseum - RPWL - PFM                                           |
| 2023 | 14. Juli - Time Shift Accident - Abel Ganz - Agusa - Anneke van Giersbergen - Cyan - Nick Mason’s Saucerful of Secrets        | 15. Juli - Aëdon - Fuchs - Venus Principle - Franck Carducci - Wishbone Ash - The Musical Box                                                                         | 16. Juli - Karfagen - Mad Fellaz - Oak - Panzerballett - Esthesis - Soen - Leprous                                                    |
| 2024 | 19. Juli - Inhalo - Cheeto's Magazine - IZZ - Sylvan - Alex Henry Foster - Arena - Riverside                                  | 20. Juli - !Gerald! - Ritual - Karnataka - Beardfish - Lazuli - Pendragon - Steve Hackett                                                                             | 21. Juli - Ok Goodnight - The Windmill - Amarok - Meer - The Flower Kings - Steve Rothery Band - Big Big Train                        |